# Bytown
Bytown es el antiguo nombre de Ottawa, Ontario, Canadá.
Localizada en la confluencia del Canal Rideau con el río Ottawa, toma su nombre de John By, Coronel de los Ingenieros Británicos, que colaboraron en la construcción del canal. Bytown fue incorporada en 1850, y se la rebautizó como Ottawa. Bytown se extendía a ambos lados del canal, estando la Lower Town ("Ciudad Baja") en el lado oriental, donde se localiza el Byward Market, y la Upper Town ("Ciudad Alta") en el lado occidental, donde se sitúa el centro de la ciudad moderna y la Parliament Hill.